# Crane Wilbur
Erwin Crane Wilbur lub Irwin Crane Wilbur (ur. 17 listopada 1886 w Atenach w stanie Nowy Jork, zm. 18 października 1973 w Toluca Lake) – amerykański reżyser, scenarzysta, aktor oraz spiker radiowy.

## Filmografia

### Reżyser
- The Bat (1959)
- Outside the Wall (1950)
- The Story of Molly X (1949)
- The Devil on Wheels (1947)
- I Won't Play (1944)
- The Man Who Dared (1939)
- The Declaration of Independence (1938)
- A Day at Santa Anita (1937)
- The Rest Cure (1936)
- Tomorrow's Children (1934)

### Scenarzysta
- House of Women (1962)
- Tajemnicza wyspa (1961)
- Historia George’a Rafta (1961)
- The Bat (1959)
- Monkey on My Back (1957)
- Women's Prison (1955)
- The Mad Magician (1954)
- Crime Wave (1954)
- Gabinet figur woskowych (1953)
- Objawienia Matki Boskiej Fatimskiej (1952)
- Koń i lew (1952)
- I Was a Communist for the FBI (1951)
- Outside the Wall (1950)
- The Story of Molly X (1949)
- He Walked by Night (1948)
- The Devil on Wheels (1947)
- The Red Stallion (1947)
- Synowie wolności (1939)
- Wyspa Blackwella (1939)
- Hell’s Kitchen (1939)
- Szkoła zbrodni (1938)
- Swingtime in the Movies (1938)
- Wyspa skazańców (1937)
- Żółty pirat (1937)
- Captain Calamity (1936)
- Tomorrow's Children (1934)
- Dzieci przyjemności (1930)

### Aktor
- Captain Calamity (1936) jako Dr Kelkey
- Name the Woman (1934) jako Blake
- Tomorrow's Children (1934) jako Ojciec O'Brien
- High School Girl (1934) jako Carl Bryson
- Serce Maryland (1921) jako Alan Kendrick
- Something Different (1920) jako Don Luis Vargas
- Devil McCare (1919) jako Devil McCare
- Breezy Jim (1919) jako Breezy Jim
- The Perils of Pauline (1914) jako Harry Marvin